# Max van Beurden
Marinus Johannes Emmanuel (Max) van Beurden (Berlicum, 25 december 1930 – 's-Hertogenbosch, 29 oktober 2006) was een Nederlands voetballer die zijn hele loopbaan uitkwam voor BVV. Hij speelde vijf interlands voor het Nederlands elftal

## Loopbaan

### Beginjaren
Van Beurden groeide op in een arbeiderswijk in Den Bosch. Hij verloor al vroeg zijn vader en het gezin had moeite om rond te komen. ’s Winters bezorgde BVV wel eens een mud kolen om de kachel te kunnen stoken, vertelde hij in 1983 in een interview in weekblad Voetbal International. Geld voor een fiets was er niet, zodat hij telkens van huis uit een halfuur moest lopen naar het trainingsveld.
In zijn laatste jaar in de junioren werd zijn club in 1948 landskampioen. Aanvoerder Toon van Beek stopte op het hoogtepunt en begon een trainerscarrière. De vrijgekomen plek in de voorhoede nam Max van Beurden, als rechtsbinnen of rechtsbuiten, in. Als zeventienjarige maakte hij een glansrijk competitiedebuut op 19 september 1948. BVV won de ouverture bij MVV met 3-5. Van Beurden scoorde al in de eerste minuut het openingsdoelpunt en bracht ook de vijfde treffer op het scorebord.

### Kampioen
BVV ging na het behalen van de landstitel door op de ingeslagen weg. In het seizoen 1948/49 pakte de Bossche ploeg voor de derde keer op rij het kampioenschap in de Eerste klasse Zuid I. Van Beurden speelde alle competitieduels en scoorde tien keer. In de strijd om landstitel lag BVV op titelkoers maar in de voorlaatste wedstrijd ging het mis. Op bezoek bij de grootste concurrent SVV in Schiedam op 28 mei 1949 leed de regerend kampioen een 2-1 nederlaag. Van Beurden scoorde nog wel tegen (1-1) maar Rinus Gosens bezorgde SVV de 2-1 zege. Een week later maakte de Schiedamse club het karwei af en BVV finishte als tweede.  .  

### Jeugdinternational
Van Beurden maakte op 6 november 1949 zijn internationale debuut voor het Nederlands jeugdelftal 18–20 jaar. Hij speelde vier jeugdinterlands met telkens België als tegenstander (tweemaal winst, twee keer verlies). In zijn tweede interland op 16 april 1950 scoorde hij in Antwerpen het Nederlands doelpunt in de met 3-1 verloren wedstrijd.

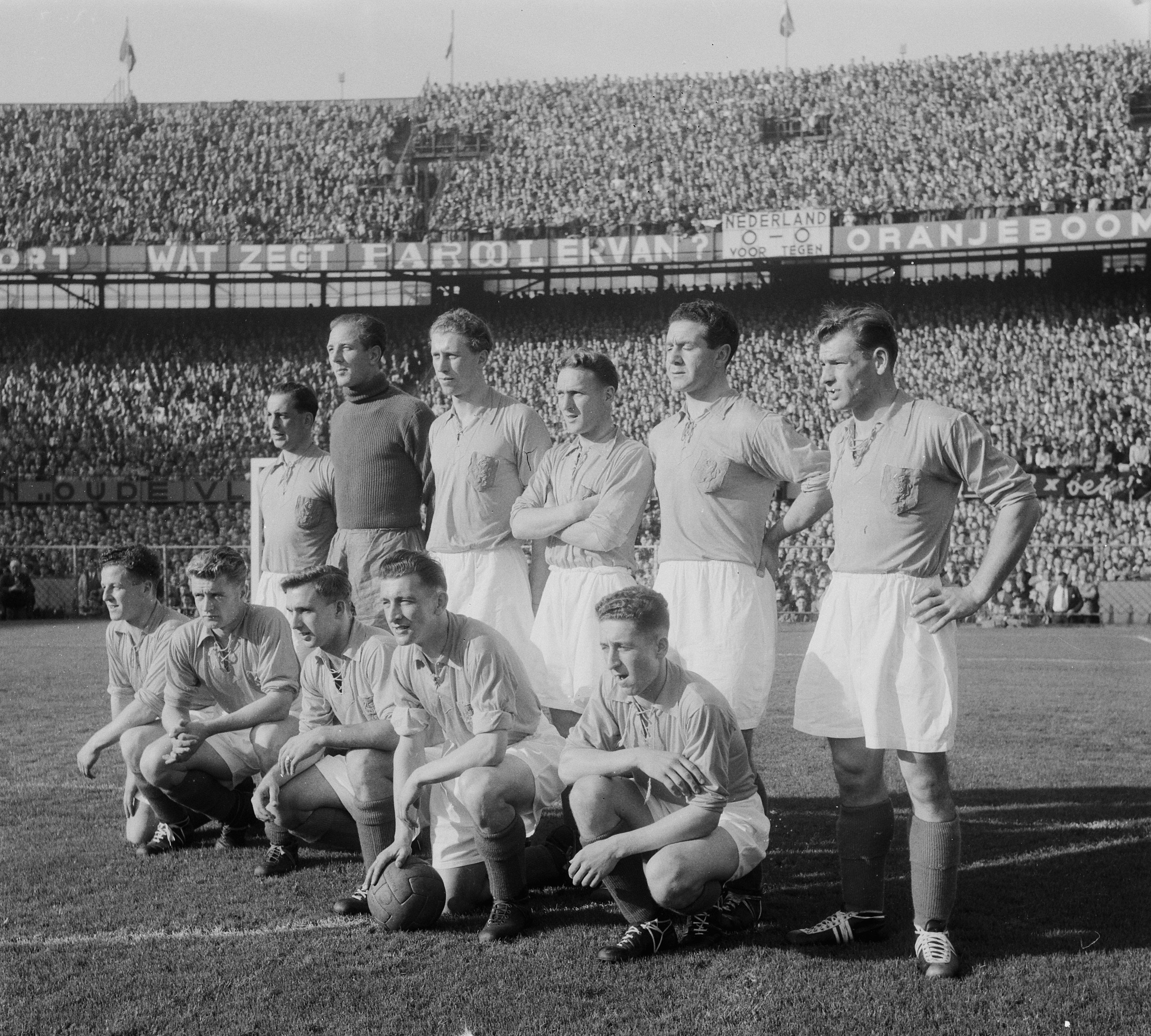
Van Beurden, knielend 2e van links, voor de interland Nederland-België waarin hij de enige treffer (1-0) scoorde (25 oktober 1953).

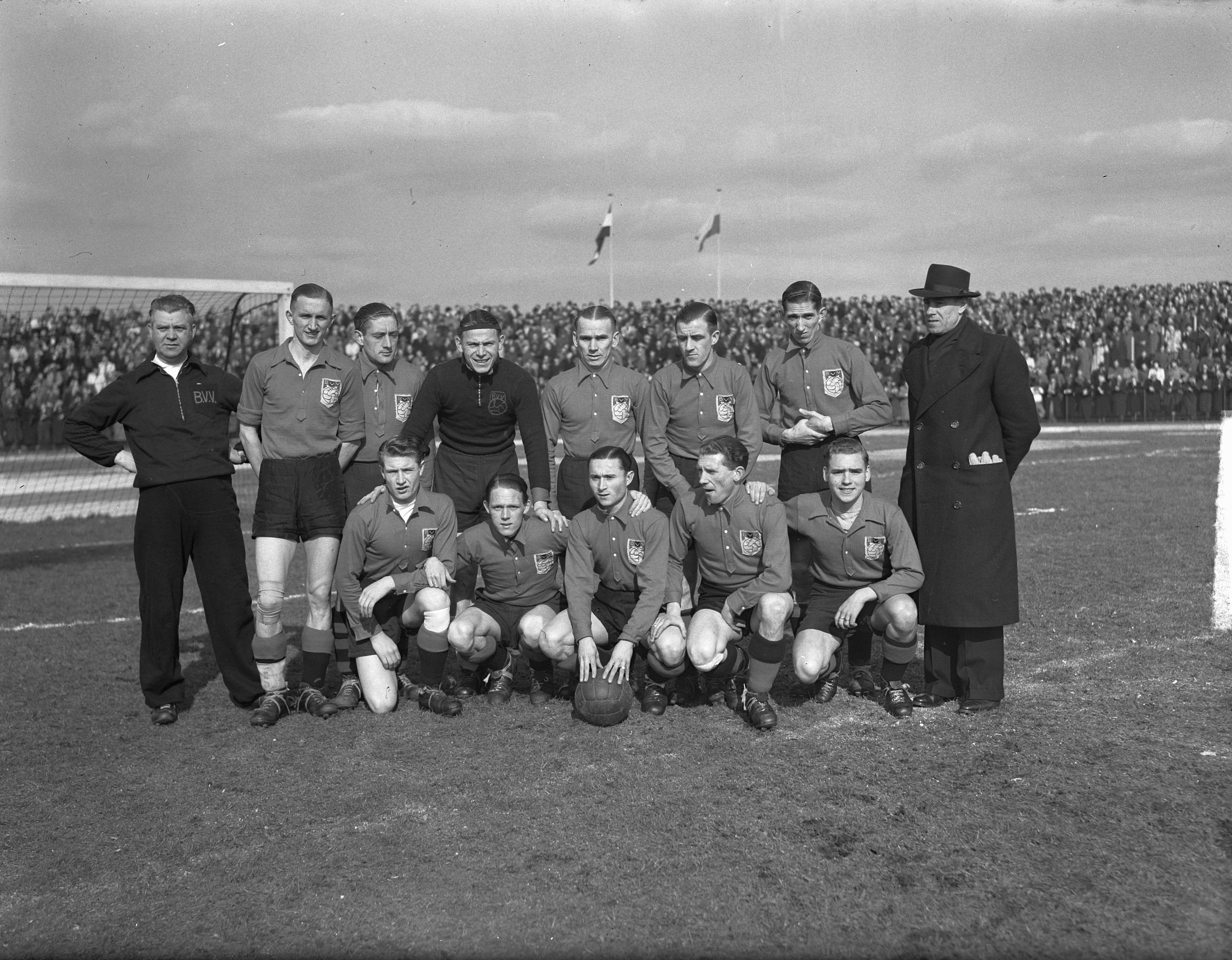
Van Beurden, knielend 1e van links, in kampioenselftal BVV (6 maart 1949).

### Interlands
Na het behalen van de landstitel in 1948 werden de eerste spelers van BVV opgeroepen voor Oranje. Kees Krijgh had de primeur. Daarna volgden Piet van Overbeek, Dré Saris, Piet van der Sluijs en Cor Huijbregts. Max van Beurden was in 1953 de zesde in de rij. Hij maakte zijn debuut in het Nederlands elftal op 19 april 1953 in de met 0-2 verloren thuiswedstrijd tegen België. Het meest succesvol was zijn derde interland op 25 oktober 1953 in stadion De Kuip in Rotterdam, opnieuw tegen België. Van Beurden scoorde na acht minuten en dit was de winnende treffer (1-0). Hij kwam vijf keer uit voor Oranje, voor het laatst op 4 april 1954.

### Profvoetbal
Bij de komst van het profvoetbal in 1954 van de ‘wilde’ bond NBVB hield BVV het elftal intact. Na de fusie van de KNVB en NBVB ging op 28 november 1954 een nieuwe competitie van start. BVV maakte de overstap van amateurvereniging naar profclub. De vedetten Van Beurden en Piet van Overbeek kregen meer betaald, 100 gulden per wedstrijd, dan de anderen. "Dat gebeurde in het diepste geheim. De andere spelers mochten niet weten dat Piet en ik extra werden betaald", zei Van Beurden in de uitgave 50 jaar betaald voetbal.    
Hoewel de topjaren van BVV voorbij waren, bereikte de club in 1956 de nieuw opgezette Eredivisie. Hiervoor plaatsten zich de bovenste negen clubs van de hoofdklassen A en B in het seizoen 1955/56. BVV eindigde als zesde in de Hoofdklasse B en Van Beurden was met negentien doelpunten de clubtopscorer. In het tweede jaar van de Eredivisie kon BVV zich handhaven en degradeerde in 1958. 

### Blessure en einde
Voor het eerst in 38 jaar kwam BVV niet meer uit in de hoogste voetbalklasse. Voor Van Beurden liep de kennismaking met de Eerste divisie al snel uit op een teleurstelling. In het tweede competitieduel, op 14 september 1958 op bezoek bij ZFC, liep hij een beenbreuk en een zware enkelblessure op. Hij keerde in februari 1959 terug op het veld maar hij haalde niet meer zijn oude niveau. Omdat hij hinder bleef ondervinden van zijn blessure, moest hij in 1960 op 29-jarige leeftijd zijn voetballoopbaan beëindigen.
Van Beurden was van beroep stoffeerder en kreeg door bemiddeling van BVV in de jaren vijftig een baan als ambtenaar sportzaken bij de gemeente Den Bosch. Hij had onder meer het beheer over het tenniscomplex naast stadion De Vliert. Na zijn voetballoopbaan was hij trainer van de amateurclubs OVH en OSC '45. De langste periode, tot op 66-jarige leeftijd, trainde hij de pupillen van BVV.
Max van Beurden overleed op 75-jarige leeftijd in 2006.

## Clubstatistieken
| Seizoen | Club   | Land      | Competitie                   | Competitie | Competitie | Beker | Beker | Internationaal | Internationaal | Overig | Overig | Totaal | Totaal |
| Seizoen | Club   | Land      | Competitie                   | Wed.       | Dlp.       | Wed.  | Dlp.  | Wed.           | Dlp.           | Wed.   | Dlp.   | Wed.   | Dlp.   |
| ------- | ------ | --------- | ---------------------------- | ---------- | ---------- | ----- | ----- | -------------- | -------------- | ------ | ------ | ------ | ------ |
| 1948/49 | BVV    | Nederland | Eerste klasse Zuid I         | 20         | 10         | –     | 0     | 0              | 0              | 10     | 3      | 30     | 13     |
| 1949/50 | BVV    | Nederland | Eerste klasse Zuid II        | 18         | 1          | –     | 0     | 0              | 0              | 0      | 0      | 18     | 1      |
| 1950/51 | BVV    | Nederland | Eerste klasse D              | 22         | 8          | –     | 0     | 0              | 0              | 0      | 0      | 22     | 8      |
| 1951/52 | BVV    | Nederland | Eerste klasse C              | 26         | 10         | –     | 0     | 0              | 0              | 0      | 0      | 26     | 10     |
| 1952/53 | BVV    | Nederland | Eerste klasse C              | 26         | 13         | –     | 0     | 0              | 0              | 0      | 0      | 26     | 13     |
| 1953/54 | BVV    | Nederland | Eerste klasse C              | 26         | 17         | –     | 0     | 0              | 0              | 0      | 0      | 26     | 17     |
| 1954/55 | BVV    | Nederland | Eerste klasse C (afgebroken) | 9          | 4          | –     | –     | 0              | 0              | 0      | 0      | 9      | 4      |
| 1954/55 | BVV    | Nederland | Eerste klasse D              | 24         | 13         | –     | –     | 0              | 0              | 0      | 0      | 24     | 13     |
| 1955/56 | BVV    | Nederland | Hoofdklasse B                | 34         | 19         | –     | –     | 0              | 0              | 0      | 0      | 34     | 19     |
| 1956/57 | BVV    | Nederland | Eredivisie                   | 34         | 17         | –     | 0     | 0              | 0              | 0      | 0      | 34     | 17     |
| 1957/58 | BVV    | Nederland | Eredivisie                   | 33         | 11         | –     | 0     | 0              | 0              | 0      | 0      | 33     | 12     |
| 1958/59 | BVV    | Nederland | Eerste divisie A             | 13         | 2          | 1     | 0     | 0              | 0              | 0      | 0      | 14     | 2      |
| 1959/60 | BVV    | Nederland | Eerste divisie A             | 4          | 2          | –     | 0     | 0              | 0              | 0      | 0      | 4      | 2      |
| Totaal  | Totaal | Totaal    | Totaal                       | 289        | 127        | 1     | 0     | 0              | 0              | 10     | 3      | 300    | 130    |